# Myocron antefurcale
Myocron antefurcale är en stekelart som beskrevs av Van Achterberg 1991. Myocron antefurcale ingår i släktet Myocron och familjen bracksteklar. Inga underarter finns listade i Catalogue of Life.